# Raymond de Verninac Saint-Maur
Pour l’article homonyme, voir Raymond de Verninac-Saint-Maur.
Raymond Jean-Baptiste de Verninac Saint-Maur, né à Souillac le 11 juin 1794 (23 prairial an II de la République) et mort à Souillac le 11 février 1873, est un ministre de la Marine français.

## Biographie

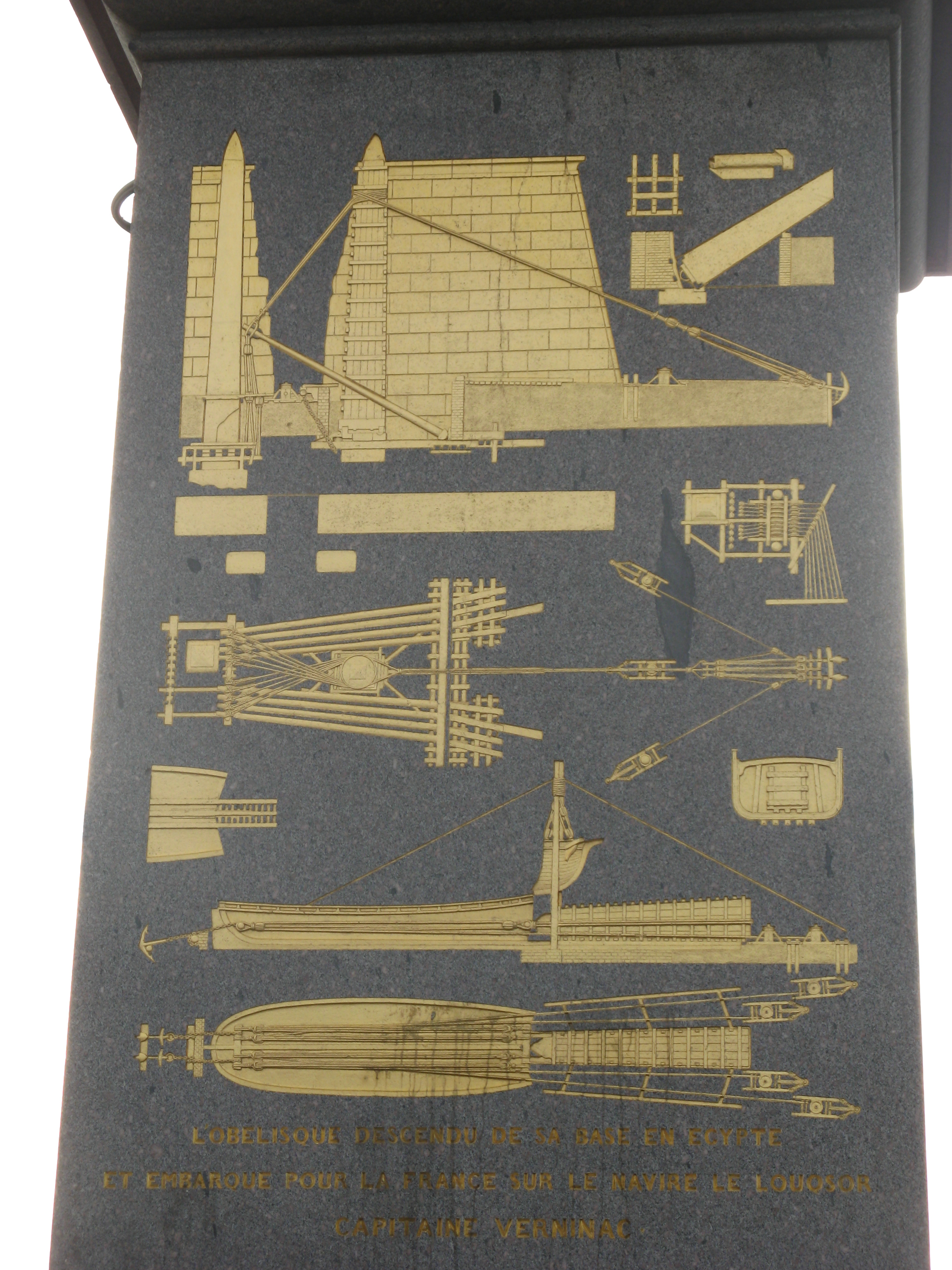
Une des faces du socle français de l’obélisque de la place de la Concorde, mentionnant le « CAPITAINE VERNINAC » in fine.

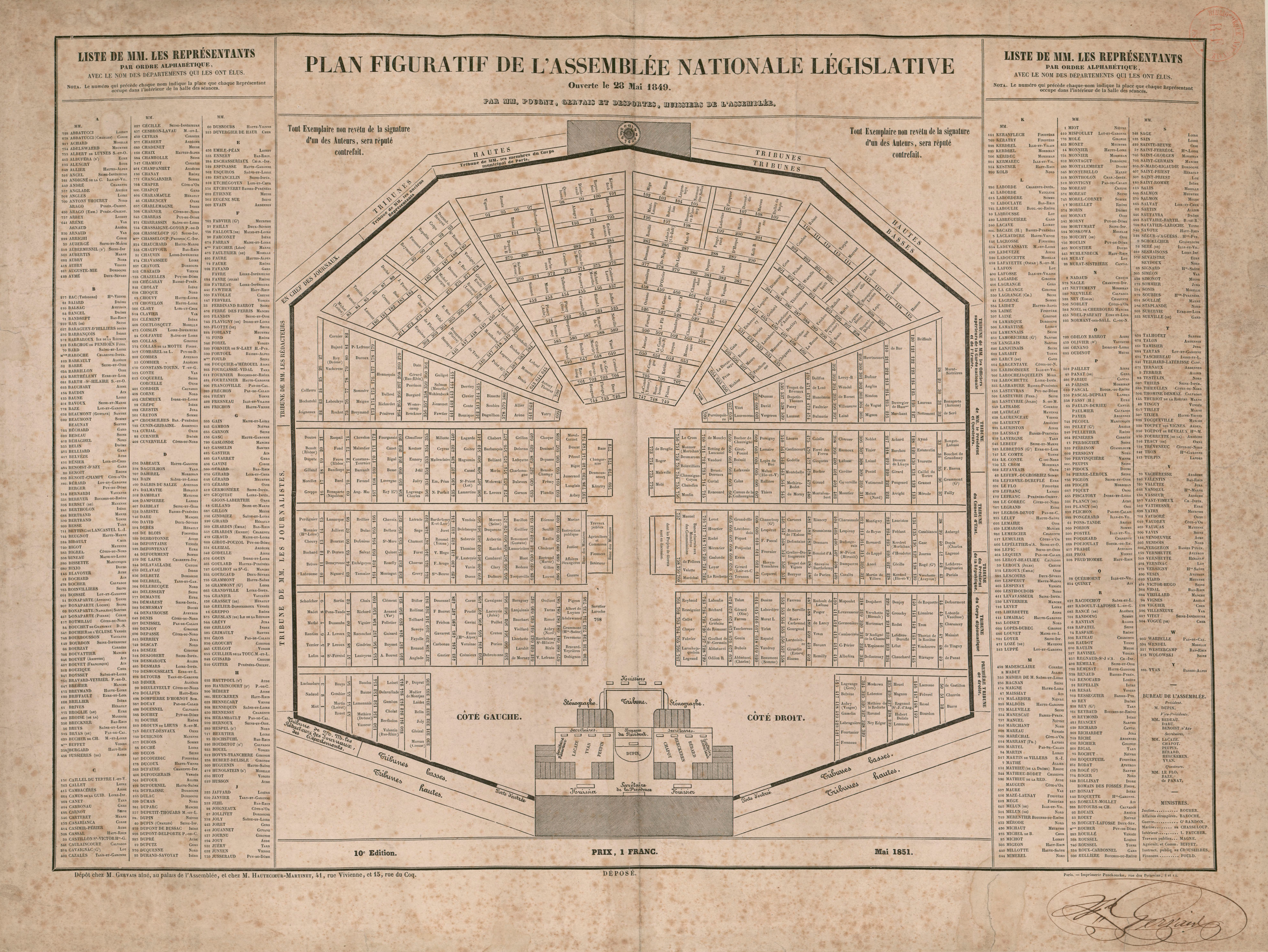
Plan figuratif de l’Assemblée nationale législative, « Verninac » occupe le siège n° 494, situé côté gauche.

Fils de François de Verninac-Saint-Maur, magistrat à Tulle et maire de Souillac (1753-1839), il entre dans la marine en 1812 comme novice. En 1831, il est lieutenant de vaisseau et commande l’expédition chargée de ramener en France l’« obélisque de Louxor », un obélisque du temple d’Amon de Louxor offert à Louis-Philippe par Méhémet Ali. 
Un navire à fond plat, le Louxor, fut spécialement conçu pour le transport de l’obélisque et fut remorqué en mer par une corvette à vapeur, le Sphinx. 
Cette mission lui vaudra une certaine notoriété : son nom est gravé sur le socle de cet « obélisque de Louxor » érigé place de la Concorde à Paris.
Du 6 juin 1848 au 17 juillet 1848, Verninac Saint-Maur fut sous-secrétaire d’État à la marine, puis, quoiqu’il ne soit que capitaine de vaisseau, le général Cavaignac, alors chef du gouvernement de la Deuxième République, le nomma ministre de la marine. Il occupa ce poste jusqu’au 20 décembre 1848. Juste après sa victoire à l’élection présidentielle, Louis-Napoléon Bonaparte le fait nommer contre-amiral (16 décembre), mais Verninac ne commandera jamais de force navale. Élu représentant du Lot à l’« Assemblée nationale législative » le 8 juillet 1849, il votera avec le « tiers parti »
. Il sera éloigné après le coup d'État du 2 décembre 1851 : nommé gouverneur des établissements français de l'Inde en mars 1852, il occupera ce poste jusqu’à sa retraite en juin 1856.

## Décorations et honneurs
Il fut promu au grade de commandeur de la Légion d’honneur le 30 décembre 1854.
Un monument en bronze datant de 1898, dû à Eugène-Jean Boverie honorait sa mémoire à Souillac mais a été fondu en 1942, remplacé depuis par un buste en bronze sur la place éponyme.